# Nelson Maatman
Nelson Maatman is een Nederlandse activist die zich inzet voor de legalisering van seks met kinderen onder de twaalf jaar, en die bekendheid kreeg door zijn uitspraken over pedofilie.

## Eerste publiciteit
Maatman trad voor het eerst in de publiciteit onder het pseudoniem Mark Lucius. Hij schreef gastcolumns (2015 in de Volkskrant, 2016 in De Vrijdenker), liet zich interviewen (2015 door Winq), en gaf een gastlezing (2015 aan IFMSA-UvA). Kort daarop was hij te gast bij televisieprogramma Je zal het maar zijn. In het programma was hij gegrimeerd, maar werd hij toch herkend door zijn collega's van de FNV, waar hij gastcolleges gaf aan jongeren. De FNV ontsloeg hem, terecht volgens het College voor de Rechten van de Mens. Onder zijn eigen naam was hij actief bij antiracismebijeenkomsten.

## Omstreden acties
Zijn eerste landelijke bekendheid kreeg hij door zijn hashtag #PedoPride en door zijn "Kinderbevrijdingsfront", vernoemd naar het kinderprogramma van Villa Achterwerk. Eind 2019 blies hij in eerste instantie een flyeractie af, maar flyerde toch bij Rotterdam Pride. Vervolgens bij Pride Amsterdam, waar de politie zijn flyers in beslag nam. Stichting Pride Amsterdam - destijds "Stichting Amsterdam Gay Pride" - had geweigerd hem een plek te geven, waarover Maatman een klacht indiende bij het College voor de Rechten van de Mens. Dat College achtte zich onbevoegd te oordelen. Platform Pedofilie.nl, dat ageert tegen pedoseksualiteit, verwijderde hem uit haar chatgroep.

## Huiszoeking en hechtenis
In januari 2020 vond een huiszoeking plaats bij Maatman, in het strafrechtelijk onderzoek naar de mogelijke voortzetting van de verboden vereniging Martijn. Hij is nooit lid geweest van die vereniging, maar ging volgens het OM door met het verspreiden van het gedachtegoed.
Op 13 februari 2020, tijdens een geruchtmakende aflevering van Danny op straat, liet Maatman weten een politieke partij te willen oprichten om seks met kinderen legaal te maken. De uitzending leidde tot een opstootje bij zijn adres, en nog geen week later werd hij opgepakt op verdenking van kinderpornobezit. Volgens het OM waren er meer dan 10.000 kinderpornografische afbeeldingen bij hem aangetroffen. Maatman spreekt het kinderpornobezit tegen, en volgens zijn advocaat bleek het beeldmateriaal geen kinderporno.
Tijdens de aflevering is te zien hoe Maatman aanstalten maakt een gastlezing te geven aan de Universiteit van Amsterdam. Na de uitzending stelt de directeur van het College Sociale Wetenschappen: "We waren onvoldoende op de hoogte van zijn activistische houding en uitspraken. Dat is verkeerd, een grote misser. Hadden we ons daar beter in verdiept, dan hadden wij hem zeker niet uitgenodigd. Het spijt ons zeer." Het Algemeen Dagblad citeert een student die de verontschuldiging "een afbraak van de integriteit van de universiteit" noemt. De docent die Maatman uitnodigde had geen spijt, maar zou hem niet opnieuw uitnodigen.
In eerste instantie was woningcorporatie Centrada niet van plan om hem uit de flat te zetten, en noemde hem "een goede huurder". Ook was Maatman bereid te vertrekken uit zijn appartement als hij geholpen zou worden met het zoeken naar een nieuwe woning. Tijdens zijn voorlopige hechtenis probeerde Centrada hem toch uit zijn woning te zetten. In maart 2020 bepaalde een kantonrechter dat hij vooralsnog niet uit zijn huis mocht worden gezet.

## Mexico
In juni 2020 eindigde zijn hechtenis en mocht hij onder strikte voorwaarden de rechtszaken in vrijheid afwachten. In augustus 2020 presenteerde hij, als voorzitter en een van de heroprichters, het nieuwe partijprogramma van de PNVD. Een petitie tegen zijn partij werd honderdduizenden keren ondertekend.
Volgens Maatman is hij tijdens zijn hechtenis gemarteld en respecteert Nederland het vrije woord niet meer, en zijn er parallellen tussen Joden en pedofielen. Hij ontvluchtte Nederland en vroeg asiel aan in Mexico. Medio 2021 noemt hij Mexico in een opiniestuk in Propria Cures een paradijs, en de reden voor zijn vlucht "illegale vervolgingen en levensbedreigend geweld". In juni 2022 werd Maatman in Mexico-Stad opgepakt, op verdenking van kinderporno- en vuurwapenbezit. Zijn arrestatie werd mede mogelijk gemaakt door Free a Girl en Operation Underground Railroad.